# Спикер
Спи́кер парламента (англ. Speaker, дословно — «оратор») — председатель однопалатного парламента либо палаты многопалатного парламента. 

## История
Данный термин широко распространён в политическом лексиконе, но официально употребляется только в англоязычных государствах и странах. Впервые должность председателя парламента (спикера) была введена в 1377 году в Палате общин, первым спикером которой стал Томас Хангерфорд (англ. Thomas Hungerford). К основным функциям спикера относится организация заседаний палаты парламента (надзор за соблюдением регламента, предоставление слова отдельным депутатам, оглашение результатов голосований) и руководство его должностными лицами. Кроме того, спикер выступает в качестве представителя парламента в отношениях с другими ветвями власти. В некоторых случаях спикер считается лидером парламента и наделяется полномочиями и властью, недоступными остальным депутатам. Он является видной политической фигурой и может в значительной мере влиять на ход законотворческого процесса. В ряде государств и стран в случае образования вакансии должности президента временно исполняющим его обязанности назначается спикер одной или сразу нескольких палат.

## Парламент Российской Федерации
Федеральное собрание Российской Федерации — России состоит из двух палат.
Председателем нижней палаты (Государственной думы) в настоящее время является Вячеслав Викторович Володин, председателем верхней палаты (Совета Федерации) — Валентина Ивановна Матвиенко.
Согласно регламентам обеих палат, председатели, помимо своих базовых обязанностей, исполняют представительские функции в отношениях с субъектами Федерации, парламентами зарубежных государств и общественными организациями, а также принимают участие в согласительных процедурах.